# Jacques-Cartier (dzielnica)
Jacques-Cartier – jedna z sześciu dzielnic miasta Sherbrooke. Obejmuje obszar oryginalnego miasta Sherbrooke (sprzed fuzji municypalnych z 2002 roku) na północ od rzeki Magog. Nazwa związana jest z mieszczącym się tutaj parkiem (parc Jacques-Cartier), którego nazwa z kolei nawiązuje do Jacques'a Cartiera, XVI-wiecznego odkrywcy francuskiego, odpowiedzialnego za wiele odkryć geograficznych na obszarze dzisiejszej Kanady.
Jacques-Cartier jest podzielona na 4 dystrykty:
- Beckett
- Le Domaine-Howard
- Montcalm
- Le Carrefour.